# David Cass
David Cass (* 19. Januar 1937 in Honolulu; † 15. April 2008 in Philadelphia) war ein US-amerikanischer Wirtschaftswissenschaftler.

## Leben
Cass hat im Jahre 1965 an der Stanford University promoviert und war Professor an der Yale University und der Carnegie Mellon University. Seit 1974 lehrte er an der University of Pennsylvania in Philadelphia.
Cass hat auf dem Gebiet der Allgemeinen Gleichgewichtstheorie geforscht. Seine wichtigsten Beiträge untersuchten unter anderem individuelles Verhalten unter Unsicherheit und Finanzmarktgleichgewichten. Das Ramsey-Cass-Koopmans-Modell ist unter anderem nach David Cass benannt (siehe Wachstumstheorie).
David Cass war ein Fellow der Econometric Society, ein Mitglied der American Academy of Arts and Sciences und ein Distinguished Fellow of the American Economic Association.
Cass war verheiratet und Vater zweier Kinder. Er lebte in Philadelphia.